# 小門鯨魚洞
鯨魚洞位臺灣澎湖縣西嶼鄉小門嶼西北海岸，屬柱狀玄武岩。柱狀玄武岩在海崖上，因海蝕作用形成一個巨型大洞，當地稱為「籠」。
相傳該洞形成原因係由鯨魚所撞，故賦名「鯨魚洞」。

## 地質
- 鯨魚洞原為一玄武岩地形，後經海蝕作用，貫穿為一道海蝕拱門。
- 高約7.8公尺，退潮時，能進洞內觀潮聽濤；潮大時，可欣賞巨浪拍打洞口的景象。
- 鯨魚洞東側現有兩根海蝕柱，原為海蝕拱門，因頂上玄武岩崩塌而成。
- 在柱狀玄武岩下方，有一層淺灰質砂岩層，兩層之間夾著厚約10公分的煤層，屬劣質泥炭，混有木炭碎片及摻雜灰色黏土。形成原因為潮水將外地植物帶來這裡堆積，被玄武岩覆蓋，經地層變動後生成。

## 由來
數十年前，一頭鯨魚竄入海蝕洞中，不得其門而死，當時居民前往分割魚肉，鯨魚洞的名稱而此而生。